# HMS Juno (F46)
O HMS Juno era um contratorpedeiro da Classe J, construído pela Fairfield Shipbuilding and Engineering Company e lançado à água em Govan na Escócia a 8 de Dezembro de 1938, tendo entrado ao serviço da Royal Navy a 25 de Agosto de 1939. O Juno participou na Batalha da Calábria em Julho de 1940 e na Batalha do Cabo Matapão a 28 de Março de 1941. Foi afundado pelos bombardeiros Italianos CANT Z.1007 durante a Batalha de Creta em a 21 de Maio de 1941.